# Spithead
Spithead es una parte del Solent, el brazo de mar que separa la isla de Wight del resto de Inglaterra, en el condado de Hampshire, cerca de Portsmouth (Reino Unido). Protegida de los vientos, esta parte del Solent forma una rada de 22,5 km de largo por unos 6,5 km de ancho, que se utiliza a menudo para el anclaje de buques de la Marina Real británica.
En sus aguas se hundió en 1782 el HMS Royal George, con más de 800 víctimas, y en 1797, entre los meses de marzo y mayo, tuvieron lugar los motines de Nore y Spithead.